# غاري بيرتليس
غاري بيرتليس (بالإنجليزية: Garry Birtles)‏، من مواليد 27 يوليو 1956، لاعب كرة قدم إنجليزي سابق، ومدرب كرة قدم إنجليزي سابق.
لعب مع منتخب إنجلترا لكرة القدم.

## مسيرته الكروية
لعب غاري بيرتليس خلال مسيرته الاحترافية مع 4 أندية في سبعة عشر موسمًا وسجل خلالها 99 هدفًا ضمن 396 مباراة. ولم يفز بأي موسم بالكأس وفاز في موسم واحد بالدوري.
خاض غاري بيرتليس مسيرته مع نادي نوتينغهام فورست في موسم 1976–77 في المرة الأولى ليلعب معه خمسة مواسم ثم في موسم 1982–83 ليلعب معه خمسة مواسم، مشاركًا طوالها في 206 مباراة سجل خلالها 70 هدف. ثم انتقل إلى نادي مانشستر يونايتد في موسم 1980–81 ولمدة موسمين، حيث شارك في 58 مباراة سجل خلالها 11 هدفًا. لينتقل بعدها إلى نادي نوتس كاونتي في موسم 1987–88 ولمدة موسمين، مشاركًا في 63 مباراة سجل خلالها 9 أهداف. ثم انتقل إلى نادي غريمسبي تاون في موسم 1989–90 واستمر معه طيلة ثلاثة مواسم، مشاركًا في 69 مباراة سجل خلالها 9 أهداف أيضًا.

## روابط خارجية
- غاري بيرتليس على موقع الاتحاد الأوربي (الإنجليزية)
- غاري بيرتليس على موقع قاعدة بيانات كرة القدم.إي يو (الإنجليزية)
- غاري بيرتليس على موقع ناشيونال فوتبول تيمز (الإنجليزية)
- غاري بيرتليس على موقع Soccerbase.com (لاعب) (الإنجليزية)
- غاري بيرتليس على موقع عالم كرة القدم.نت (الإنجليزية)
- غاري بيرتليس على موقع كووورة